# Стефан Добрев (революционер)
Вижте пояснителната страница за други личности с името Стефан Добрев.
Стефан Добрев е български революционер, одрински деец на Вътрешната македоно-одринска революционна организация.

## Биография
Добрев е роден в 1878 година в Лозенград, днес Къркларели, Турция. В 1898 година завършва с тринадесетия випуск Солунската българска мъжка гимназия. Работи като учител. Влиза във ВМОРО и в 1899 година Одринският окръжен комитет го изпраща като организатор в Малко Търново, където работи като учител. Добрев сформира първите революционни комитети в околията. През лятото на 1900 година при избухването на Керемидчиоглувата афера е принуден да бяга в България.
При избухването на Балканската война в 1912 година е доброволец в Македоно-одринското опълчение в огнестрелен парк на МОО.
Умира в 1938 година в София.